# 仏城西路駅
仏城西路駅（ぶつじょうせいろえき）は中華人民共和国南京市江寧区仏城西路と将軍大道の交差点の北側にある、南京地下鉄S1号線(空港線)の駅。

## 歴史
- 2014年7月1日S1号線の駅として開業。

## 駅構造
側式ホーム1面2線の地下1層構造の駅である。

### のりば
| 番線 | 路線             | 方面                                  | 行先             |
| ---- | ---------------- | ------------------------------------- | ---------------- |
|      | 南京地下鉄S1号線 | 翠屏山 方面                           | 南京南駅行き     |
|      | 南京地下鉄S1号線 | 正方中路・翔宇路南・空港新城江寧 方面 | 空港新城江寧行き |

### 改札・出入口
- 1号出入口：
- 2号出入口：
- 3号出入口：

## 駅周辺
- 河海大学

## 隣の駅
南京地下鉄
■S1号線
吉印大道駅- 仏城西路駅 - 翠屏山駅